# Cayastacito
Cayastacito es una localidad argentina ubicada en el Departamento San Justo de la provincia de Santa Fe. Se encuentra sobre las rutas provinciales 2 y 62

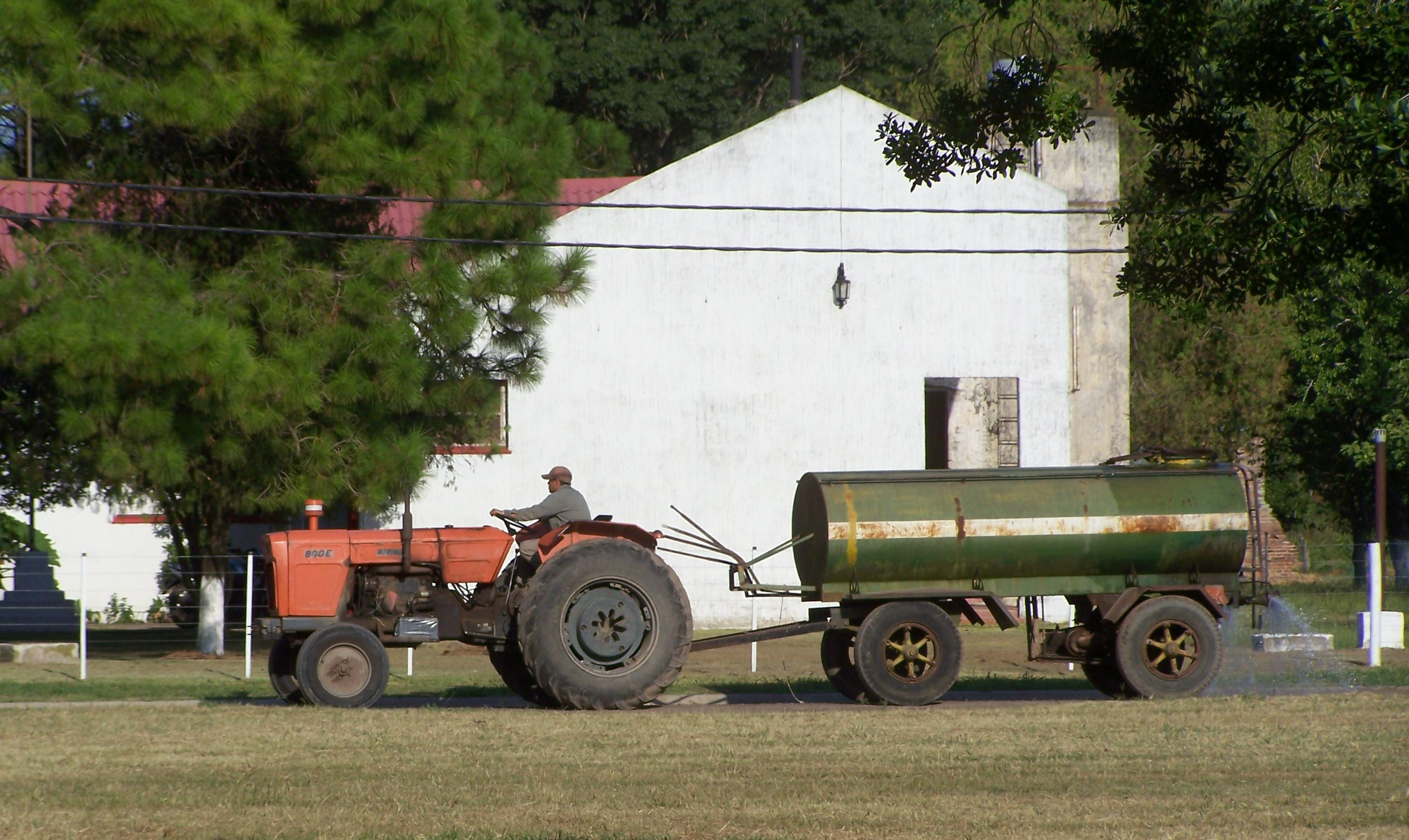
Regando las calles de Cayastacito

## Historia
Tiene su origen en la reducción de Nuestra Señora de la Concepción de Cayastá, que en 1783 debió trasladarse al actual emplazamiento de Cayastacito por la hostilidad de los aborígenes no convertidos; a esto se debe el topónimo actual de Cayastá Chico. La reducción se trasladó nuevamente en 1794, pero quedó como un punto estratégico para acampe de tropas. 
En Cayastacito permaneció un grupo de aborígenes, a quienes encontró el Ejército del Norte en 1863 y por su amigabilidad y provisión de aguas y pasturas se instaló el Primer Cantón de Avanzada del Norte. En 1864, el Gobierno Nacional dispuso una serie de fortines entre San Javier y La Ramada, dentro de los cuales se ubicó Cayastacito y que sería designada Comandancia General de la Frontera Norte. 
En 1866, se autorizó a conceder tierras a quienes quisieran poblarlas. El 24 de agosto de 1866 se considera su fundación oficial lo que lo convierte en uno de los pueblos más antiguos de la zona. En 1884, existía en el lugar la Subdelegación de colonias y campaña del Norte, que luego sería trasladada a San Justo, actual cabecera departamental.
En 1908 se edificó la estación de ferrocarril Central Norte Argentino, (hoy Ramal C del Ferrocarril Belgrano) que contribuyó notablemente al desarrollo del poblado.
Alrededor de 1940, se construyó el actual hospital.  Si bien no contaba con médico permanente, tenía una guardia de enfermería que atendía diariamente. Hasta ese momento las necesidades de atención médica significaban trasladarse 25 kilómetros hasta Laguna Paiva.
En 1947, por iniciativa de productores locales se creó la Cooperativa de Tamberos Limitada de Cayastacito (Matrícula 1389 inscrita el 10 de febrero de 1947) Esto generó un intenso desarrollo económico, ya que los productores de la zona llegaban con sus carros tirados por caballos a dejar la leche ordeñada en el día en tachos de cincuenta litros y acudían a los negocios del pueblo a comprar víveres, despachar cartas o pasar un rato en los bares antes de regresar a sus campos. La misma cesó sus actividades en la década de 1980, cuando las industrias lecheras incorporaron camiones para retirar la  producción directamente de los campos. Por esta razón desparecieron los tambos de la zona y los campos cedieron lugar a la agricultura.
El cese de esta actividad, sumado a que luego dejaron de circular los trenes de pasajeros y coche motor dejando prácticamente incomunicada a la población, especialmente los días de lluvia ya que los caminos hacia la Ruta Nacional 11 o hacia Laguna Paiva, se tornaban intransitables, ocasionó un abandono y decadencia notoria del pueblo.
La Escuela de Primeras Letras número 136, data de abril de 1870 y funcionaba en casas prestadas por pobladores. En 1951, se terminó de construir el actual edificio que ocupa la Escuela Nacional (Hoy 6136), Contaba con caballerizas y un tanque de agua con una bomba que dotaba de agua corriente a las instalaciones.
En 1975, la localidad tuvo por primera vez red de energía eléctrica, lo que significó el cumplimiento de un anhelo de la población muy postergada. 
2006 fue el año en que se inició la pavimentación de la ruta provincial 62 que pasó a ser la primera y única traza vial pavimentada para comunicar a los pobladores los días de lluvia. Sin embargo su culminación sufrió muchos retrasos y deterioros por deficiencia de los trabajos realizados, quedando finalmente concluida y habilitada totalmente en mayo de 2019. La misma comunica a Cayastacito en un recorrido de 16 km hacia el Oeste con la ruta nacional 11 a la altura de Emilia y a 44 km hacia el Este con la ruta provincial 1 a la altura de Cayastá.
La iglesia está consagrada a Nuestra Señora de los Dolores, cuya festividad se celebra el 15 de septiembre con una multitudinaria procesión presidida por la virgen que es llevada durante el recorrido alrededor de la plaza.

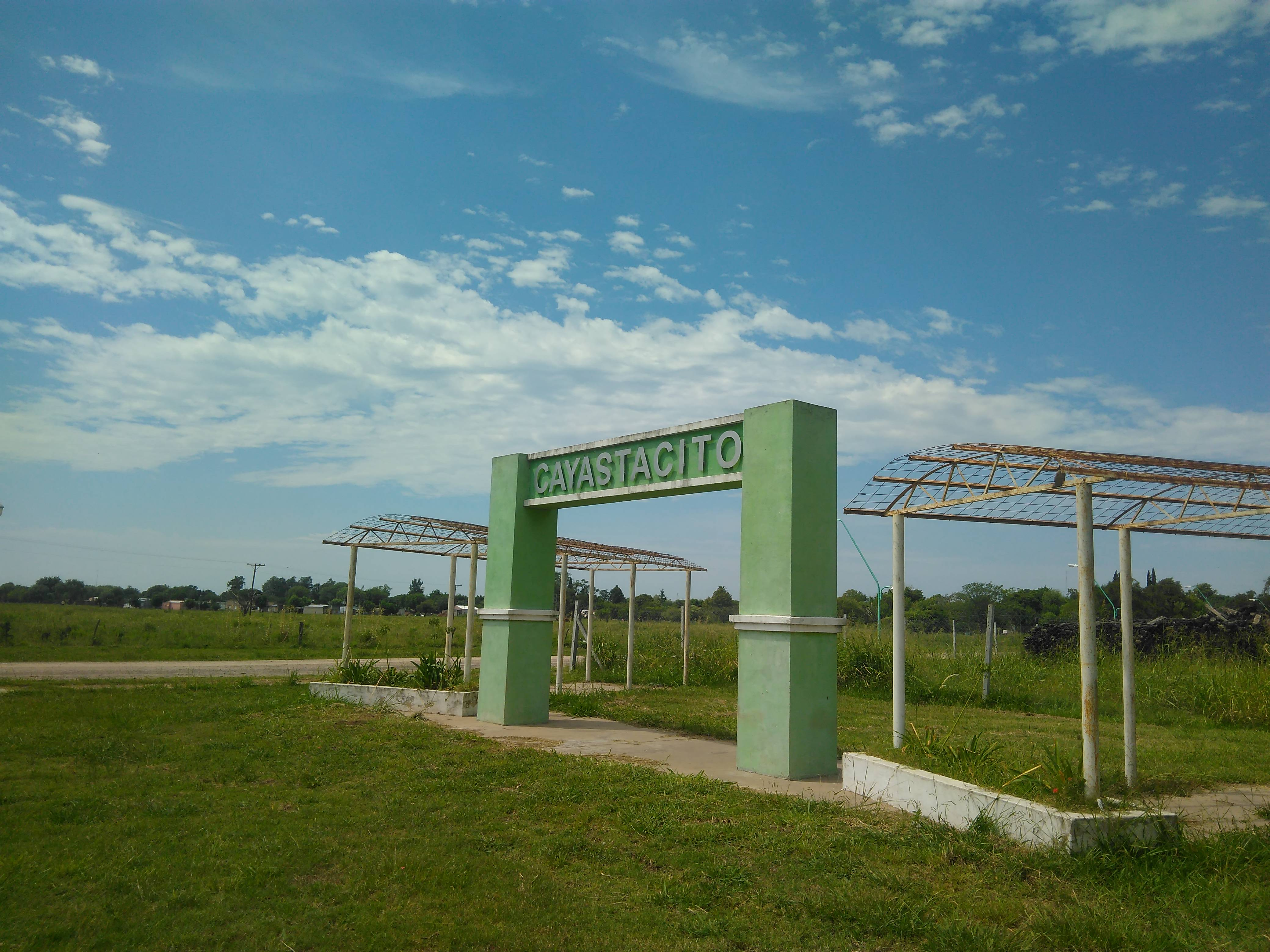
Arco de entrada desde ruta provincial 62

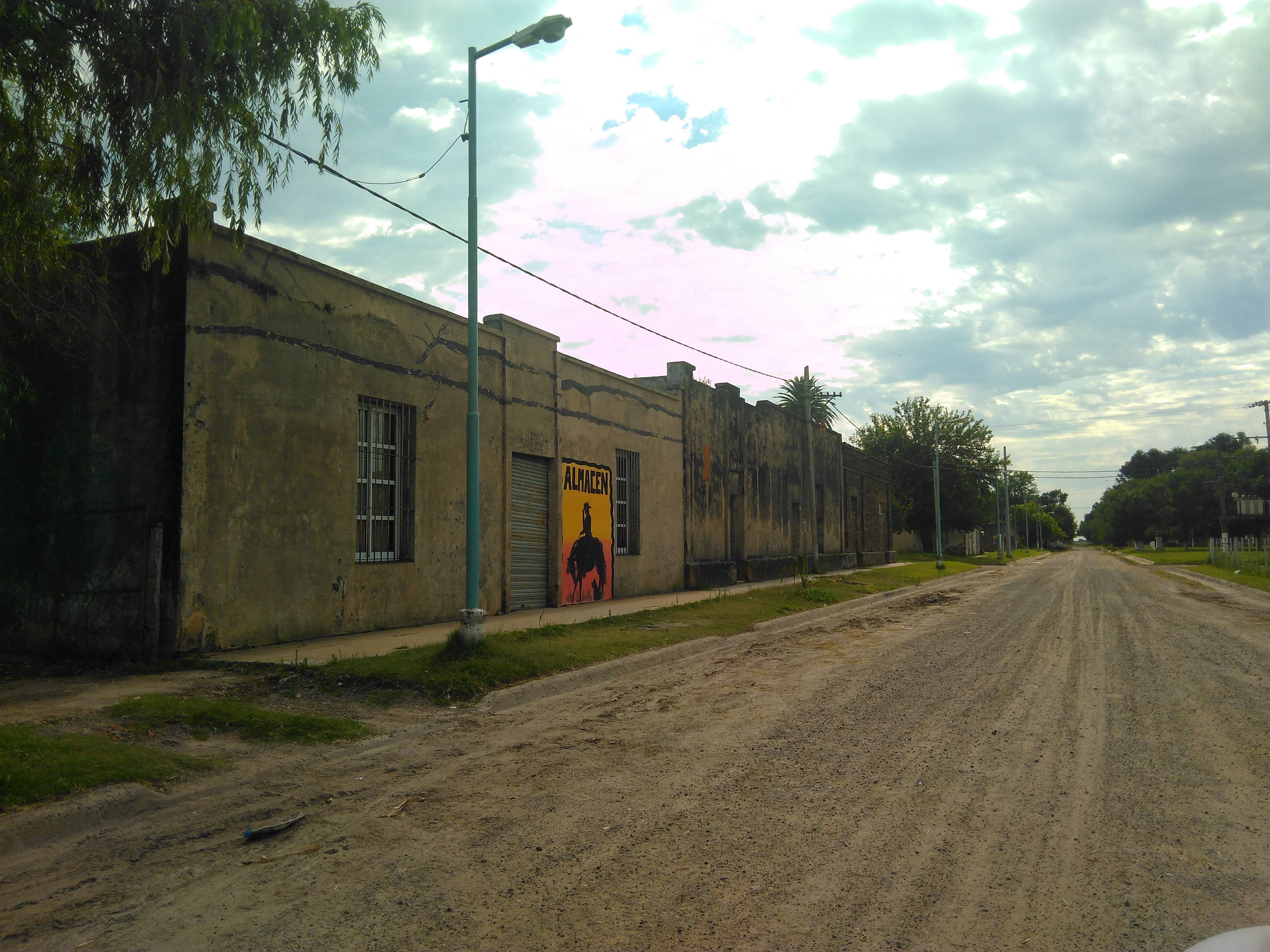
Una de las calles de Cayastacito

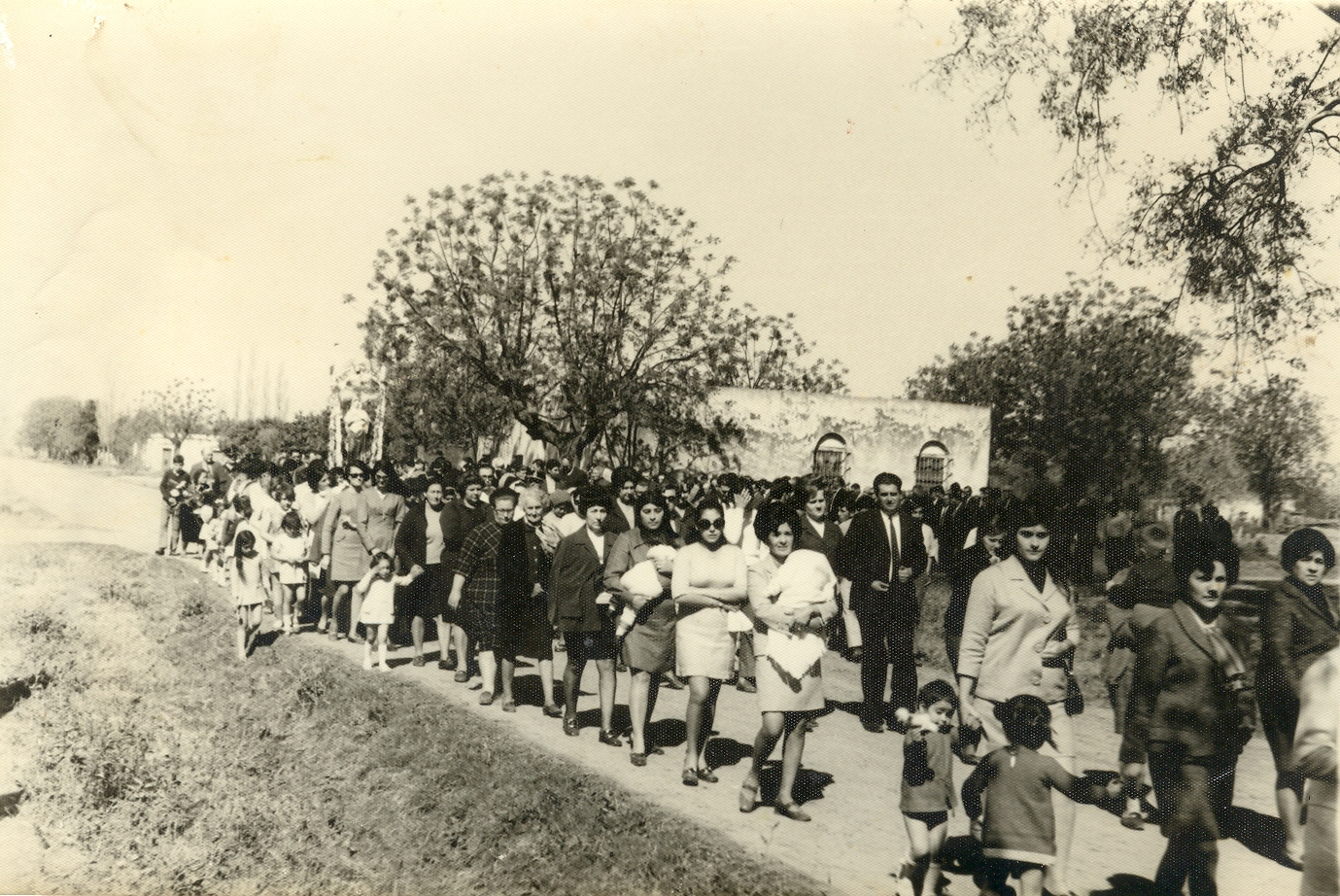
Multitudinaria procesión en Cayastacito

## Población
Según el tercer censo nacional de población realizado en junio de 1914, en Cayastacito habitaban 701 argentinos y 218 extranjeros, lo que hacía un total de 919 personas (519 varones y 400 mujeres)
Según el censo nacional de población de 1960, había un total de 1040 habitantes, de los cuales 563 eran varones y 477 mujeres.
En el Censo Nacional de Población, Familias y Viviendas de 1970, Cayastacito no figuraba entre las poblaciones de más de 1000 habitantes. Los datos de estas poblaciones pequeñas se unificaban como "población dispersa".
Actualmente cuenta con 410 habitantes (Indec, 2010), lo que representa un descenso frente a los 536 habitantes (Indec, 2001) del censo anterior.
| Gráfica de evolución demográfica de Cayastacito entre 1991 y 2010 |
|                                                                   |
| Fuente: censos nacionales del INDEC                               |